# Craniophora fasciata
Craniophora fasciata är en fjärilsart som beskrevs av Moore 1884. Craniophora fasciata ingår i släktet Craniophora och familjen nattflyn. Inga underarter finns listade i Catalogue of Life.